# Премьер-майор
Премьер-майор — штаб-офицерский чин в Армии Петра I и Русской императорской армии в XVIII веке.
В Полном собрании законов Российской империи чин премьер-майора (наряду с чином секунд-майора) впервые упоминается 15 декабря 1712 года. К моменту учреждения Табели о рангах 24 января 1722 года чины премьер-майора и секунд-майора в Русской императорской армии не использовались и в эту Табель не вошли. 14 июля 1731 года было высочайше утверждено мнение Сената, согласно которому эти чины были восстановлены. Чин премьер-майора армии вошёл в 8-й класс Табели, премьер-майора гвардии — в 6-й. Согласно указу от 1 октября 1748 года чин премьер-майора гвардии был перемещён в 5-й класс.
Премьер-майор был помощником полковника, а секунд-майор — помощником его заместителя, подполковника. Премьер-майор заведовал в полку строевой и инспекторской частями. Являлся третьим должностным лицом в полку. Осуществлял командование 1-м батальоном (дивизионом) полка (шефом батальона являлся полковник), а в отсутствие командира полка и его заместителя мог командовать полком.
Разделение на премьер- и секунд- майоров было отменено в 1797 году. Все премьер- и секунд-майоры стали майорами.